# Småborresläktet
Småborresläktet (Agrimonia) är ett växtsläkte i familjen rosväxter med 15 arter och de förekommer i tempererade områden på norra halvklotet. Två arter, luktsmåborre (A. procera) och småborre (A. eupatoria) är vildväxande i Sverige.